# Montceaux-Ragny
Montceaux-Ragny ist eine französische Gemeinde mit 31 Einwohnern (Stand 1. Januar 2022) im Département Saône-et-Loire in der Region Bourgogne-Franche-Comté (vor 2016 Bourgogne); sie gehört zum Arrondissement Chalon-sur-Saône und ist Teil des Kantons Tournus (bis 2015 Sennecey-le-Grand). 

## Geografie
Montceaux-Ragny liegt etwa achtzehn Kilometer südlich von Chalon-sur-Saône. Umgeben wird Montceaux-Ragny von den Nachbargemeinden Laives im Norden, Sennecey-le-Grand im Norden und Osten, Jugy im Südosten sowie Nanton im Süden und Westen.

## Bevölkerungsentwicklung
| Jahr                      | 1962 | 1968 | 1975 | 1982 | 1990 | 1999 | 2006 | 2011 | 2016 |
| Einwohner                 | 25   | 21   | 16   | 17   | 41   | 57   | 41   | 35   | 32   |
| Quelle: Cassini und INSEE |      |      |      |      |      |      |      |      |      |

## Sehenswürdigkeiten

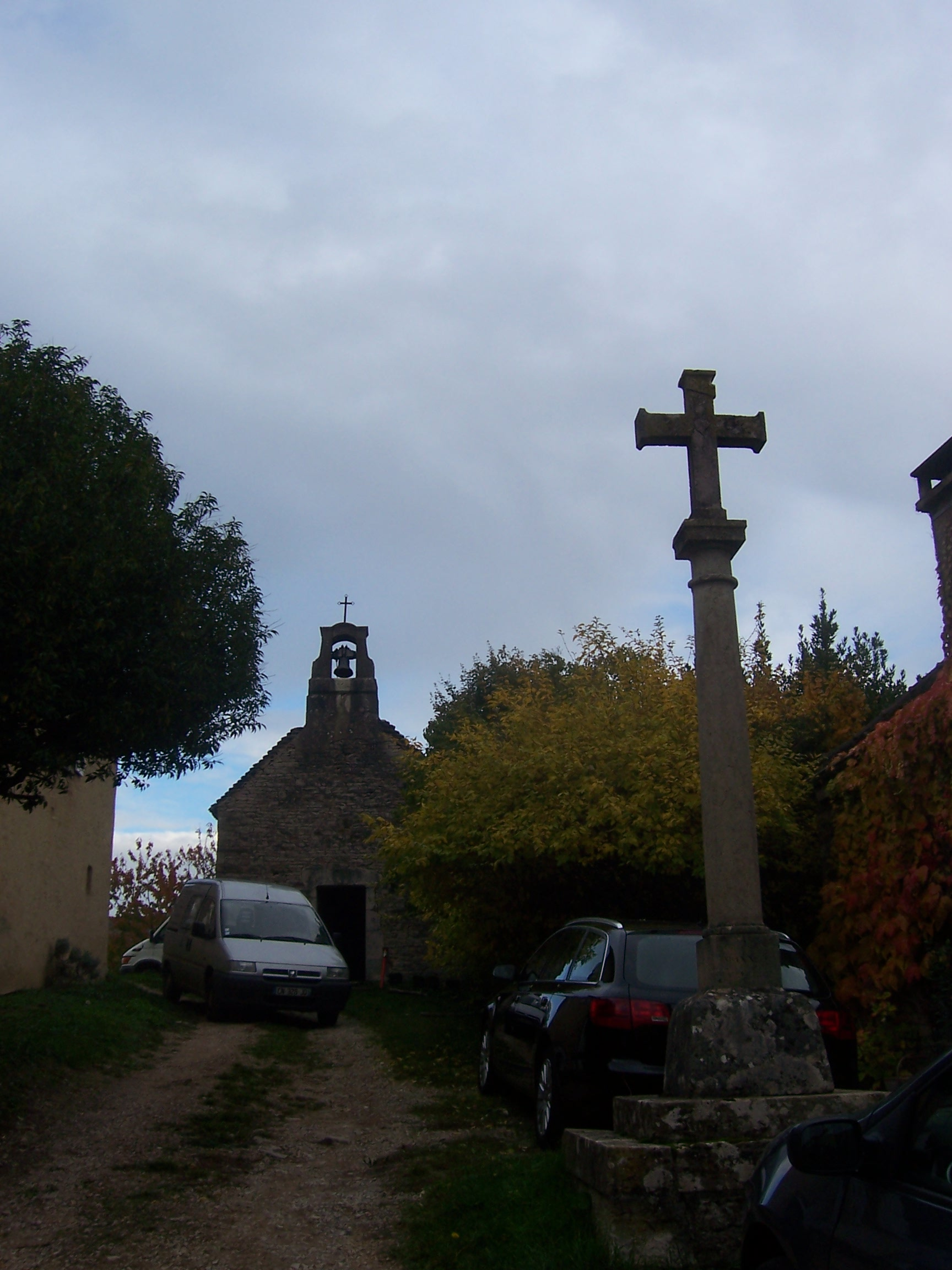
Kirche Saint-Isidore

- Kirche Saint-Isidore